# Connaux
Connaux este o comună în departamentul Gard din sudul Franței. În 2009 avea o populație de 1.583 de locuitori.

## Evoluția populației
| An        | 1975 | 1982  | 1990  | 1999  | 2006  | 2009  |
| --------- | ---- | ----- | ----- | ----- | ----- | ----- |
| Populație | 979  | 1.212 | 1.450 | 1.623 | 1.611 | 1.583 |